# Methanobrevibacter oralis
A Methanobrevibacter oralis egy metanogén, nem mozgékony, Gram-pozitív, coccobacillus alakú archaea faj. Az archeák – ősbaktériumok – egysejtű, sejtmag nélküli prokarióta szervezetek.